# Zimbru (okręg Gałacz)
Zimbru – wieś w Rumunii, w okręgu Gałacz, w gminie Bălăbănești. W 2011 roku liczyła 55 mieszkańców.